# Orador Fanés
Orador Fanès (en francès Oradour-Fanais) és un municipi francès situat al departament del Charente i a la regió de la Nova Aquitània. L'any 2007 tenia 363 habitants.

## Demografia

### Població
El 2007 la població de fet d'Oradour-Fanais era de 363 persones. Hi havia 156 famílies de les quals 44 eren unipersonals (8 homes vivint sols i 36 dones vivint soles), 60 parelles sense fills, 40 parelles amb fills i 12 famílies monoparentals amb fills.
La població ha evolucionat segons el següent gràfic:
Habitants censats

### Habitatges
El 2007 hi havia 208 habitatges, 156 eren l'habitatge principal de la família, 35 eren segones residències i 17 estaven desocupats. 188 eren cases i 2 eren apartaments. Dels 156 habitatges principals, 126 estaven ocupats pels seus propietaris, 18 estaven llogats i ocupats pels llogaters i 12 estaven cedits a títol gratuït; 9 tenien una cambra, 11 en tenien dues, 27 en tenien tres, 38 en tenien quatre i 70 en tenien cinc o més. 106 habitatges disposaven pel capbaix d'una plaça de pàrquing. A 70 habitatges hi havia un automòbil i a 60 n'hi havia dos o més.

### Piràmide de població
La piràmide de població per edats i sexe el 2009 era:
| Homes | Edats   | Dones |
| ----- | ------- | ----- |
| 0     | 95 o +  | 0     |
| 4     | 90 a 94 | 4     |
| 0     | 85 a 89 | 4     |
| 0     | 80 a 84 | 0     |
| 16    | 75 a 79 | 4     |
| 28    | 70 a 74 | 16    |
| 8     | 65 a 69 | 12    |
| 8     | 60 a 64 | 8     |
| 4     | 55 a 59 | 8     |
| 20    | 50 a 54 | 4     |
| 16    | 45 a 49 | 4     |
| 8     | 40 a 44 | 20    |
| 8     | 35 a 39 | 4     |
| 8     | 30 a 34 | 8     |
| 0     | 25 a 29 | 4     |
| 20    | 20 a 24 | 0     |
| 12    | 15 a 19 | 8     |
| 20    | 10 a 14 | 12    |
| 0     | 5 a 9   | 20    |
| 0     | 0 a 4   | 4     |

## Economia
El 2007 la població en edat de treballar era de 209 persones, 115 eren actives i 94 eren inactives. De les 115 persones actives 101 estaven ocupades (59 homes i 42 dones) i 14 estaven aturades (10 homes i 4 dones). De les 94 persones inactives 33 estaven jubilades, 10 estaven estudiant i 51 estaven classificades com a «altres inactius».

### Ingressos
El 2009 a Oradour-Fanais hi havia 139 unitats fiscals que integraven 321 persones, la mediana anual d'ingressos fiscals per persona era de 10.543 €.

### Activitats econòmiques
Dels 9  establiments que hi havia el 2007, 1 era d'una empresa de fabricació d'altres productes industrials, 2 d'empreses de construcció, 3 d'empreses de comerç i reparació d'automòbils, 1 d'una empresa de transport, 1 d'una empresa immobiliària i 1 d'una empresa de serveis.
Dels 2 establiments de servei als particulars que hi havia el 2009, 1 era un paleta i 1 lampisteria.
L'únic establiment comercial que hi havia el 2009 era una botiga de menys de 120 m².
L'any 2000 a Oradour-Fanais hi havia 36 explotacions agrícoles que ocupaven un total de 1.872 hectàrees.

## Equipaments sanitaris i escolars
El 2009 hi havia una escola maternal integrada dins d'un grup escolar amb les comunes properes formant una escola dispersa.

## Poblacions més properes
El següent diagrama mostra les poblacions més properes.